# 國府田マリ子のRadio Canvas Vol.2
『國府田マリ子のRadio Canvas Vol.2』は、1995年4月21日、KONAMIより発売。

## 解説
- 1994年秋に行なわれた國府田マリ子の1stフル・ソロアルバムリリー記念で行われた「Pure TOUR」からのライヴ盤とDJノリのスタジオ録音の2枚組。32Pメモリアルフォト満載ブックレット付き。イベントやスタジオの写真が掲載されている[2]。

## 収録曲[3]
[Disc1]
1. db-FM station break
2. 僕らのステキ -bokura version-
作詞：戸沢暢美、作曲：前田克樹、編曲：岩本正樹
3. 晴れた日にバスに乗って
作詞：戸沢暢美、作曲・編曲：西脇辰弥
4. 元気だしてね
作詞：早川矢寿子、作曲：加藤ユカリ、編曲：岩崎文紀
5. マリ子モード part1
6. Pure
作詞：國府田マリ子、作曲：菜芽月まろん、編曲：岩崎文紀
7. マリ子モード part2
8. LOVE SONG
作詞：國府田マリ子、作曲：西沢明、編曲：岩崎文紀
9. HAPPY HAPPY CHRISTMAS
作詞：とみたきょうこ、作曲：松原みき、編曲：岩本正樹
10. Sound Conscious
11. Horizon
作詞：國府田マリ子、作曲：菜芽月まろん、編曲：光田健一
12. Pure self-liner

[Disc2]
1. Holiday Seaside Air
アーティスト：國府田マリ子/土門仁/柳瀬洋美
2. ツインビーPARADISE
アーティスト：國府田マリ子
3. うっきいずCAFE
アーティスト：國府田マリ子/吉水孝宏
4. 星空のホワイトキャッスル
アーティスト：丹下桜 with BELLCLIPS(おたっきい佐々木/さとでゅー)、作詞：おたっきい佐々木/さとでゅー、作曲：おたっきい佐々木、編曲：High Quality Tissues“White”